# Кунгул
Кунгул — деревня в Абанском районе Красноярского края России. Входит в состав Самойловского сельсовета.

## История
Деревня была основана в 1922 году. По данным 1929 года в деревне имелось 13 хозяйств и проживало 73 человека (в основном — русские). Административно деревня входила в состав Самойловского сельсовета Абанского района Канского округа Сибирского края.

## География
Деревня находится в восточной части Красноярского края, к западу от реки Абан, на расстоянии приблизительно 17 километров (по прямой) к северо-западу от посёлка Абан, административного центра района. Абсолютная высота — 216 метров над уровнем моря.

## Население
| 1926 | 1989 | 2002 | 2010 |
| ---- | ---- | ---- | ---- |
| 73   | ↗131 | ↘128 | ↘78  |

Гендерный состав
По данным Всероссийской переписи населения 2010 года в гендерной структуре населения мужчины составляли 51,3 %, женщины — соответственно 48,7 %.
Национальный состав
Согласно результатам переписи 2002 года, в национальной структуре населения русские составляли 95 %.

## Улицы
Уличная сеть деревни состоит из четырёх улиц и двух переулков.